# Lawrence Hough
Lawrence Alan Hough (Janesville, 4 de abril de 1944) es un deportista estadounidense que compitió en remo.
Participó en dos Juegos Olímpicos de Verano en los años 1968 y 1972, obteniendo una medalla de plata en México 1968 en la prueba de dos sin timonel. Ganó dos medallas de oro en el Campeonato Europeo de Remo, en los años 1967 y 1969.

## Palmarés internacional
| Juegos Olímpicos   | Juegos Olímpicos          | Juegos Olímpicos | Juegos Olímpicos |
| Año                | Lugar                     | Medalla          | Prueba           |
| ------------------ | ------------------------- | ---------------- | ---------------- |
| 1968               | Ciudad de México (México) | Medalla de plata | Dos sin timonel  |
| Campeonato Europeo |                           |                  |                  |
| Año                | Lugar                     | Medalla          | Prueba           |
| 1967               | Vichy (Francia)           | Medalla de oro   | Dos sin timonel  |
| 1969               | Klagenfurt (Austria)      | Medalla de oro   | Dos sin timonel  |

1. ↑  En algunas ediciones del Campeonato Europeo se permitió la participación de remeros de otros continentes.